# Langenhorstgraben

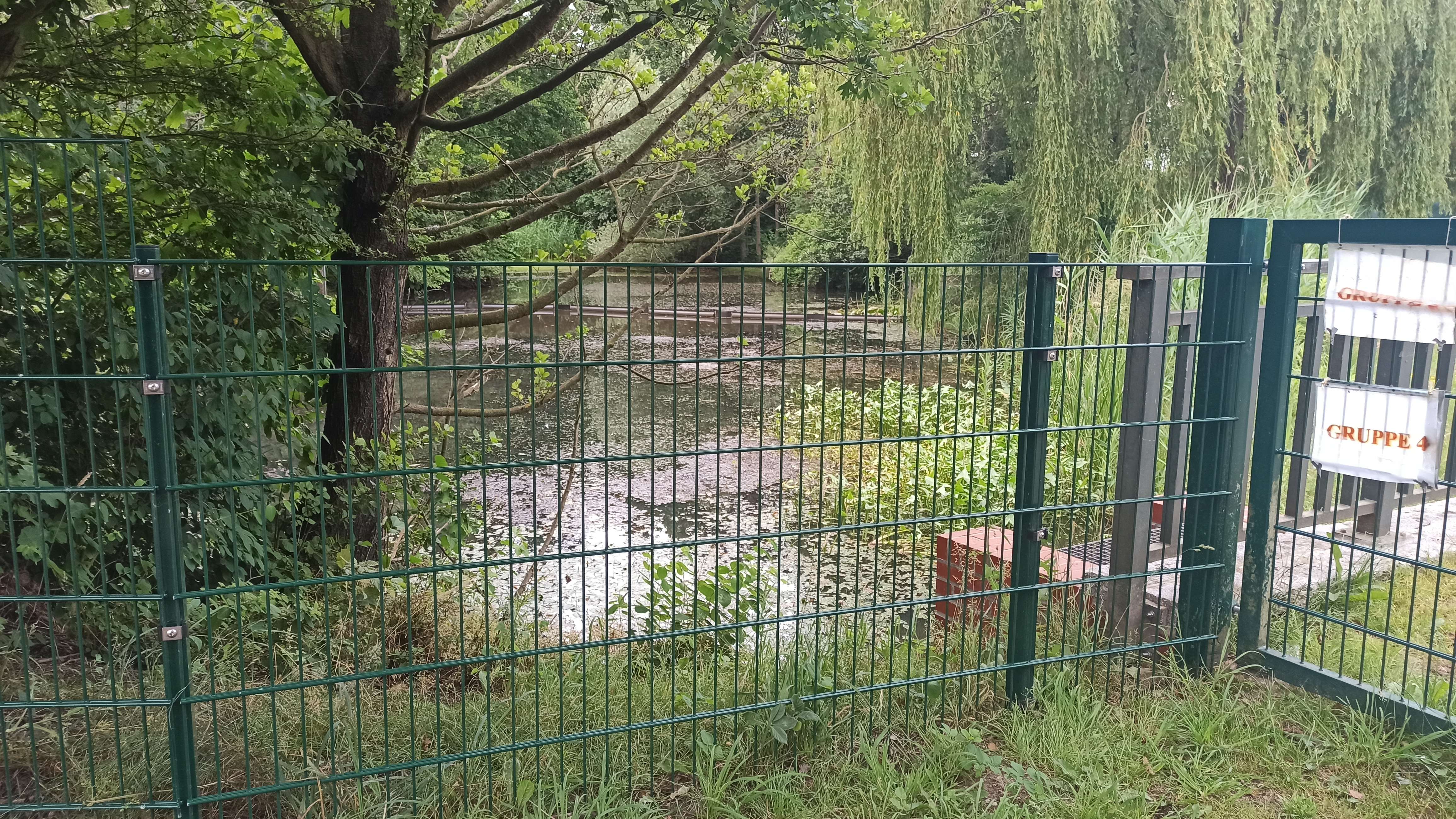
Rückhaltebecken vom Langenhorstgraben

Der Langenhorstgraben ist ein ca. 600 m langer, teilweise verrohrter Graben in Hamburg-Niendorf. Er ist von hoher Bedeutung für die Entwässerung des Einzugsgebietes nördlich der Kollau.

## Verlauf
Der Langenhorstgraben entspringt südlich der Straße Loksteder Holt und unterquert dann die Schmiedekoppel. Er durchfließt nördlich der Straße Langenhorst ein Rückhaltebecken, wo er außerdem Zufluss erhält durch einen aus westlicher Richtung kommenden Graben, der mit einem Entwässerungsgraben an der Ostseite der Schmiedekoppel verbunden ist. Danach verläuft er parallel an der nördlichen Seite der Straße Langenhorn, bis er sie nahezu senkrecht unterquert. Der Graben unterquert noch die Straße Brandfurt und mündet dann nördlich des Kollauwanderweges in die Kollau.

## Geschichtliches
Anstelle des Langehorstgraben gab es weiter westlich gelegen einen früheren Graben.
Der Graben wurde 2007 im Zuge des Baues des Betriebshofes der Stadtreinigung Hamburg der Langenhorstgraben teilweise zugeschüttet, verrohrt und an anderer Stelle neu verlegt. Dazu hieß es:

„Die Verschiebung des Langenhorstgrabens im Abschnitt der Planstraße A und die Verlegung des Nord-Süd-Abschnitts des naturnah ausgebauten Langenhorstgrabens ist unvermeidbar, um das Sondergebiet realisieren und verkehrlich anbinden zu können. Für die Verlegung ist allerdings eine erheblich größere Fläche vorgesehen, so dass der Anteil ökologisch wirksamer Oberflächengewässer im Plangebiet sogar zunimmt.“